# آسنان
آسنان (به فرانسوی: Asnan) یک کمون در فرانسه با جمعیت ۱۲۹ نفر است که در Canton of Brinon-sur-Beuvron واقع شده‌است.